# Єдлянка (Радомський повіт)
Єдлянка (пол. Jedlanka) — село в Польщі, у гміні Єдлінськ Радомського повіту Мазовецького воєводства.
Населення — 1204 особи (2011).

## Демографія
Демографічна структура станом на 31 березня 2011 року:
|          | Загалом | Допрацездатний вік | Працездатний вік | Постпрацездатний вік |
| -------- | ------- | ------------------ | ---------------- | -------------------- |
| Чоловіки | 601     | 160                | 405              | 36                   |
| Жінки    | 603     | 133                | 356              | 114                  |
| Разом    | 1204    | 293                | 761              | 150                  |